# Zadnia Sobkowa Szczerbina
Zadnia Sobkowa Szczerbina (słow. Veľká suchá štrbina) – przełęcz znajdująca się w Sobkowej Grani w słowackiej części Tatr Wysokich. Na wschodzie graniczy z Sobkowym Kopiniakiem, drugim wzniesieniem w Sobkowej Grani, natomiast na zachód od niego znajduje się Wielka Sobkowa Turnia. Przełęcz położona jest w pobliżu tej ostatniej.
Północne stoki opadają z Zadniej Sobkowej Szczerbiny do Doliny Suchej Jaworowej, południowe – do Sobkowego Żlebu. Do najwyższych partii Doliny Suchej Jaworowej opada z przełęczy duży piarżysty zachód – Sobkowa Drabina. Na przełęcz nie prowadzą żadne szlaki turystyczne. Najdogodniejsze drogi dla taterników prowadzą żlebkiem z Sobkowego Żlebu oraz Sobkową Drabiną.
Pierwsze wejścia turystyczne (przy przejściu granią):
- letnie – Ferenc Barcza, Imre Barcza i Oszkár Jordán, 16 maja 1910 r.,
- zimowe – Jerzy Pierzchała, 27 kwietnia 1936 r.[1]

Przed wejściami turystycznymi na Zadnią Sobkową Szczerbinę wchodzili góralscy myśliwi z Jurgowa.